# Achille Deffontaines
Pour les articles homonymes, voir Pierre Deffontaines et Deffontaines.
Achille Pierre Deffontaines, né le 16 février 1858 à Bouvines et mort pour la France le 26 août 1914, est un général français.
C'est l'un des 42 généraux français morts au combat durant la Première Guerre mondiale.

## Biographie
Achille Deffontaines, né à Bouvines (Nord), à la Ferme de la Courte, est le deuxième des six fils de Charles Deffontaines et de Louise Maes. Il a le caractère droit et rigoureux. Il est attaché aux valeurs fondamentales de la famille et de la patrie.
Il suit les cours de l'École spéciale militaire de Saint-Cyr de 1878 à 1880 (promotion des Zoulous) et, sorti 76e sur 352, choisit l'infanterie. De 1885 à 1887, il est auditeur de l'École supérieure de guerre dans la même promotion que celle de Foch. En septembre 1901, il est adjoint à la direction des études de cette école. Il est lieutenant-colonel le 10 décembre 1908 au 122e régiment d'infanterie et colonel le 23 mars 1910 au 143e régiment d'infanterie. Il prend le commandement de la 5e brigade d'infanterie le 9 septembre 1913 à Amiens, siège de la 2e région militaire. Il est nommé général de brigade à ce même poste en 1914. 
Quand éclate la guerre, la brigade est transférée par chemin de fer dans la Meuse. 
Le 21 août, le 2e bureau ayant largement sous-estimé les forces allemandes engagées, Joffre lance la 4e et une partie de la 3e armée dans les Ardennes afin de couper les lignes des Allemands dont la pointe de l'attaque est engagée en Belgique face à la 5e armée et au corps expéditionnaire britannique.
Le 22 août, la 5e brigade se met en route et, arrivée en Belgique à Sommethonne, entend la canonnade, l'autre brigade de la division, la 6e étant au contact de l'ennemi. Au même moment, plus au Nord, à Rossignol, la 3e division d'infanterie coloniale est engagée dans de terribles combats qui verront la mort des généraux Raffenel et Rondony.
À 11 h, le général Gérard donne l'ordre au général Deffontaines de se porter avec le 128e régiment d'infanterie et deux groupes d'artillerie de campagne à deux kilomètres au nord et de se mettre aux ordres du général Régnault commandant la 3e division d'infanterie afin d'exécuter une contre-attaque. À 15 h 30, le général Régnault donne l'ordre de l'attaque vers Robelmont.
Sans presser le pas, le général Deffontaines accompagne ses hommes à l'assaut sous le feu de l'artillerie allemande. À 16 h 30, le général est blessé à la tête par une balle de shrapnel. Lucide, il passe le commandement au colonel Lorillard avant d'être évacué sur Reims.
Il meurt le 26 août, à l'hôpital de Reims.
Il est le premier général français de la guerre, blessé mortellement à l'ennemi, qui décède sur le sol français. Quand, le 26 août, la France apprend la mort du général, père de six enfants, c'est la consternation. Sa mort provoque un deuil national. Toute la presse de l'époque s'empare de cette fin héroïque et, à Bouvines, où la famille du général était très répandue, ce deuil prit des allures de calamité.
Son fils Jean, aspirant volontaire pour le front, est tué au combat le 10 juin 1915, à l'âge de 18 ans
Nommé chevalier de la Légion d'honneur le 8 janvier 1901, cité à l'ordre de l'armée, le général reçoit la croix de guerre et est nommé général de division à titre posthume (pour être exacte c'est juste avant son décès). Il est inhumé après la guerre à Bouvines dans le caveau de famille avec son fils, Jean.

## Postérité

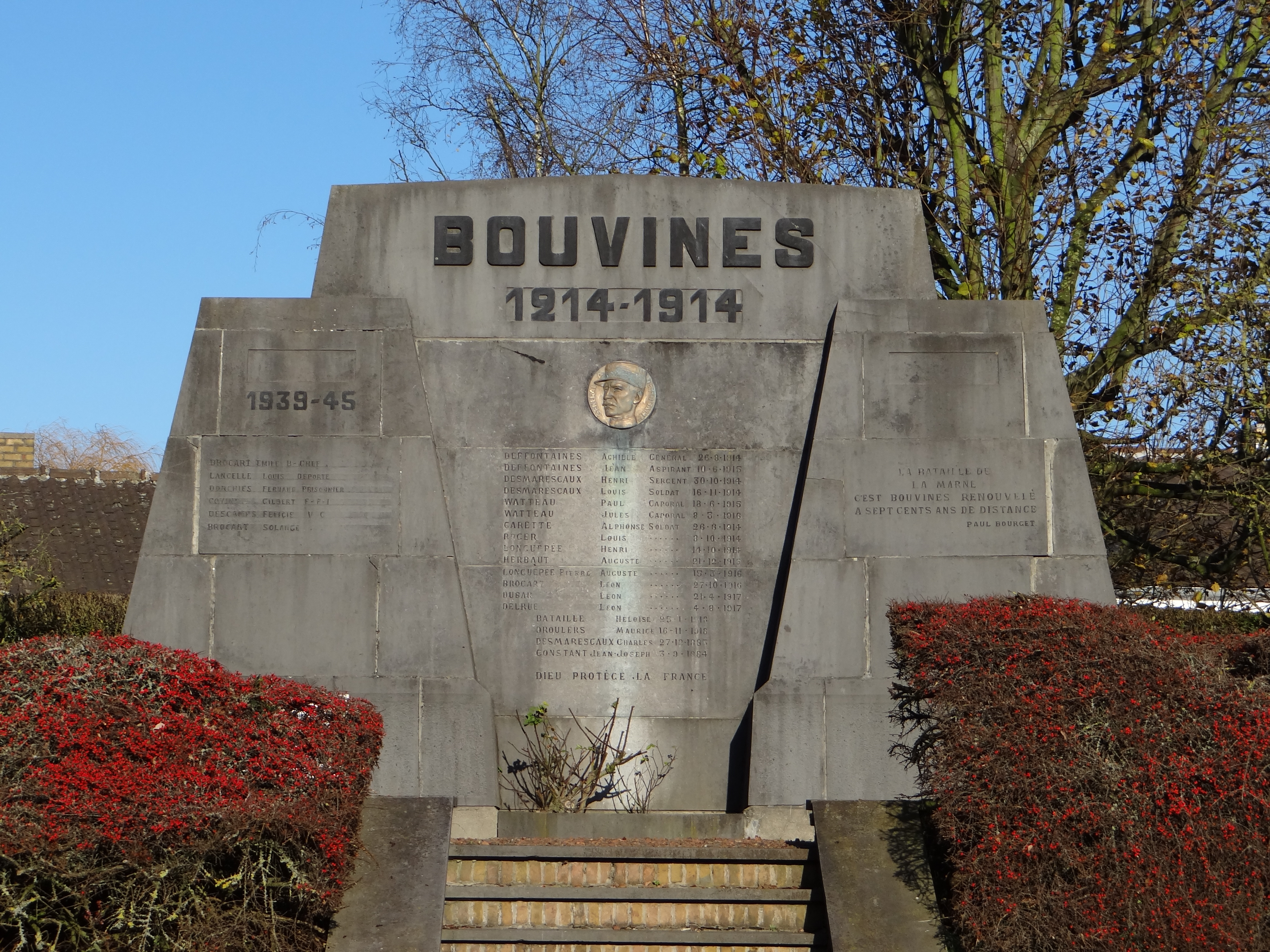
Bouvines, 1214-1914.

Son nom est inscrit au monument des Généraux morts au Champ d'Honneur 1914-1918 de l'église Saint-Louis à l'Hôtel des Invalides de Paris.
Son nom et celui de son fils Jean sont inscrits au nombre des morts listés sur le monument aux morts de Bouvines (700e anniversaire de la bataille). Le médaillon du général est l'œuvre du sculpteur Raymond Delamarre. En 1934, la commémoration eut lieu en présence des maréchaux Philippe Pétain et Louis Franchet d'Espèrey.
Le fort de Seclin consacre un mémorial en son honneur en 2007.

## Décorations
- Chevalier de la Légion d'honneur (1900)[8]
- Croix de guerre 1914–1918
- Ordre du Soleil levant, quatrième classe